# Droga wojewódzka 827
Die Droga wojewódzka 827 (DW827) ist eine 12 Kilometer lange Droga wojewódzka (Woiwodschaftsstraße) in der Woiwodschaft Lublin in Polen. Die Strecke in den Powiaten Lubelski und Puławski verbindet drei weitere Woiwodschaftsstraßen.
Die Straße zweigt in der Stadt Bełżyce von der Woiwodschaftsstraße DW747 ab und verläuft in annähernd nördlicher Richtung. Sie ist in etwa eine Fortsetzung der DW834. Nach dem Dorf und Gemeindesitz Wojciechów verlässt sie den Powiat Lubelski. In Sadurki endet die DW826 mit der Einmündung in die Woiwodschaftsstraße DW830. Nordöstlich davon liegt mit dem Bahnhof Sadurki der ehemalige „erste“ Bahnhof Nałęczów.

## Streckenverlauf
Woiwodschaft Lublin, Powiat Lubelski
-  Bełżyce (DW747, DW834)
-  Wojciechów
-  Wojciechów

Woiwodschaft Lublin, Powiat Puławski
-  Sadurki (DW830)